# Уряд Угорщини
Уряд Угорщини (угор. Magyarország Kormánya) — вищий орган виконавчої влади Угорщини.

## Діяльність
Обов'язки та рамки повноважень уряду включають всі питання, які не делеговані іншому органу влади. Уряд складається з прем'єр-міністра і міністрів. Прем'єр-міністр обирається парламентом Угорщини, за поданням президента республіки, і для затвердження повинен отримати більшість голосів у парламенті. Члени уряду приносять присягу парламенту. Склад уряду затверджується окремим законом, в нього можуть входити як міністри — глави міністерств, так і міністри без портфеля для виконання окремих доручень.

## Голова уряду
- Прем'єр-міністр — Віктор Орбан.
- Віце-прем'єр-міністр — Жолт Шем'єн.

## Кабінет міністрів
Склад чинного уряду подано станом на 20 квітня 2016 року.
| Логотип | Міністерство                              | Міністр                           | Фото | Час на посаді | Час на посаді | Партія | Партія | Вебсайт |
| ------- | ----------------------------------------- | --------------------------------- | ---- | ------------- | ------------- | ------ | ------ | ------- |
|         | Міністерство внутрішніх справ             | Шандор Пінтер (Sandor Pinter)     |      |               |               |        |        |         |
|         | Міністерство економіки                    | Міхали Варга (Mihaly Varga)       |      |               |               |        |        |         |
|         | Міністерство закордонних справ і торгівлі | Петер Сіярто (Peter Szijjarto)    |      |               |               |        |        |         |
|         | Міністерство людських ресурсів            | Золтан Балог (Zoltan Balog)       |      |               |               |        |        |         |
|         | Міністерство національного розвитку       | Міклош Сештак (Miklos Sesztak)    |      |               |               |        |        |         |
|         | Міністерство оборони                      | Іштван Сімічко (Istvan Simicsko)  |      |               |               |        |        |         |
|         | Міністерство сільського господарства      | Шандор Фазекас (Sandor Fazekas)   |      |               |               |        |        |         |
|         | Міністерство юстиції                      | Ласло Трочаний (Laszlo Trocsanyi) |      |               |               |        |        |         |
|         | Міністр кабінету міністрів                | Янош Лазар (Janos Lazar)          |      |               |               |        |        |         |